# 시죠 히데코
시죠 히데코(일본어: 四条 秀子 しじょう ひでこ[*], 1926년 2월 5일 ~ 1986년 8월 12일)는 다카라즈카 가극단 츠키구미, 후에 전과 소속이 된 클래식 발레에 출중했던 일본의 여역이다. 성은 문헌에 따라서 四條라고도 표기되기도 한다.

## 약력ㆍ인물
1926년, 4자매 중 장녀로 태어났다. 교토시립 야에이 소학교 (현 히사기야마카이세이칸)을 졸업한 후, 1938년, 다카라즈카 음악가극학교에 입학함과 동시에 다카라즈카 가극단 28기생으로 입단하였다. 다카라즈카 음악학교에서는 댄스 전과에 소속되었다. 예명은 본가 근처를 동서로 달리는 시죠도오리에서 성을, 이름은 아버지의 이름에서 한자를 따서 아오야기 유우비가 명명하였다.
1940년, 「세계의 시집」으로 초무대를 한 후, 츠키구미에 배속되었다. 그 후, 점차 제 2차 세계 대전의 전황이 악화되자, 1944년 3월에 다카라즈카 대극장이 폐쇄되었다. 기카 전국의 대극장도 같은 시기에 문을 닫았고, 다카라즈카 가극단의 활동은 위문공연을 중심으로, 중소극장으로 제한되었다. 학생단원들은 여자정신대의 선전 대상으로 앞장서서 군수공장, 부교쇼 동원을 강요받았다. 이러한 상황에서 또래 대부분의 학생ㆍ단원이 퇴단 또는 목숨을 잃었지만, 시죠는 가극단에 머물며 가극 활동을 계속했다. 1943년 5~7월, 제 2회 만주(중국 동북)공연에 참가하였다. 적어도 종전 직전인 1945년 7월까지의 활동이 기록에 남아있다.
종전 후의 1946년, 다카라즈카 대극장 공연이 재개되었다. 시죠는 다카라즈카 가극단의 스타 중 한명으로서, 「가극(歌劇)」 등에서도 자주 소개되었고, 그 표지도 장식하였다. 1950년, 츠키구미에서 전과 (조직 개편으로 나중에 댄스 전과)로 이동하였다. 무용 전공 중에서도 발레에 있어서는 시죠가 최고이며, 재능에만 의존하지 않고, 항상 노력을 게을리하지 않는다는 고사나 연출가들의 평가를 받았다. 1954년 10월, 일본&이탈리아 합작 영화 『나비부인(蝶々夫人)』 촬영을 위해 이탈리아로 건너갔다. 1960년대 후반에 이르러, 주요 댄서로서 다카라즈카의 무대를 지탱하는 존재가 되었으며, 1965년 9월, 제 2회 유럽 공연에는 전과 주요 멤버로서 참가했다. 1970년 4월 14일, 엑스포 효과로 샘솟는 「다카라즈카 EXPO'70」의 「헬로! 다카라즈카」로 퇴단하였다. 퇴단 후에는 다카라즈카 음악학교의 교사로 근무했고, 1986년, 향년 61세의 나이로 사망했다.
다카라즈카 가극단을 대표하는 연출가 시라이 테츠조로부터 "발레리나로서 널리 일본 발레계에서도 제1인자"라는 평을 들었다.

## 무대 작품
- 「世界の詩集」 (1940년 5월 26일 - 6월 24일, 다카라즈카 대극장, 하나구미 공연)
- 「人間万歳」
- 「喜歌劇弥次喜多軍票物語」 (1945년 6월 7일-20일, 교토 다카라즈카 극장, 츠키구미 공연)
- 「弱虫太郎頑張る」 (1945년 7월 , 교토 다카라즈카 극장, 하나구미 공연)
- グランド・ショー「ステイジランド」 (1950년 (쇼와 25년) 츠키구미 공연)
- モダン・バレエ「ブルウ・イン・ザ・ナイト」 (1950년 (쇼와 25년) 유키구미 공연)
- 歌劇「アラゴンの角笛」 (1953년 (쇼와 28년) 유키구미 공연)
- バレエ「三つのパラード」 (1953년 (쇼와 28년) 유키구미 공연)
- レビュー「われら愛す」 (1953년 (쇼와 28년) 유키구미 공연)
- 舞踊劇「コッペリア」 (1953년 (쇼와 28년) 호시구미 공연)
- 幻想詩『虹色のタングステン』 12場 -谷内六郎画集より- (1964년 3월 27일-5월 5일, 다카라즈카 대극장, 유키구미 공연)
- 「レビュー・オブ・レビューズ」 (1964년 5월 7일-5월 31일, 다카라즈카 대극장, 전과・하나・유키구미 합동공연)
- 「宝塚おどり絵巻」 (1965년 8월 4일-8월 31일, 다카라즈카 대극장, 특별공연)
- "Japan" Yesterday-Today-Tomorrow  (1965년 9월 20일-10월 17일, 알함브라 모리스 슈파리에 극장 (영문판))
- 「日本の四季」 (1966년 6월 2일-6월 27일, 도쿄 다카라즈카 극장, 츠키구미 공연)
- 「ファンタジア」 (1966년 6월 2일-6월 27일, 도쿄 다카라즈카 극장, 츠키구미 공연)
- 帝国劇場こけら落とし公演「第三部 宝塚歌劇」 (1966년 9월 20-26일, 제국극장)
- ミュージカル・バレエ「ピラールの花祭り」6景 (1968년 3월 28일-4월 25일, 다카라즈카 대극장, 하나구미 공연)
- 同上 (1968년 6월 3일-6월 30일, 도쿄 다카라즈카 극장)
- 「テ・キエロ」 (1969년 4월 26일-5월 29일, 다카라즈카 대극장, 하나구미 공연)
- 「ハロー!タカラヅカ」 (1970년 3월 14일-4월 14일, 다카라즈카 대극장, 유키구미 특별공연)

## 필모그래피

### 1954년
- 『나비부인 (Madame Butterfly)』

감독 카르미네 가로네
제작 치네치타, 토호 (일본&이탈리아 합작)

### 1966년
- Die größte Schau der Welt - Die Girls von Takarazuka (TV)

감독 미하엘 프레걸

## 주요 게재 잡지
- 『다카라즈카 춘추 14호』다카라즈카 가극단 출판부, 1949년 11월, 통권14호, 표지：시죠 히데코
- 『歌劇』다카라즈카 가극단 출판부, 1950년 6월, 통권 297호, 표지：시죠 히데코
- 『다카라즈카 춘추』다카라즈카 가극단 출판부, 1950년 7월, 22호
- 『歌劇スタア』가극 스타어사, 1950년 8월, 창간호
- 『歌劇之友』스미레 서방, 1950년 9월, 92호
- 『歌劇』다카라즈카 가극단 출판부, 1953년 11월, 통권338호, 표지：시죠 히데코
- 『歌劇』다카라즈카 가극단 출판부, 1987년 9월, 통권744호